# Протоколы быстрой зарядки
Протоколы быстрой зарядки — методика передачи повышенных мощностей через стандартный разъём USB. Для включения требуют процедуру «рукопожатия», и потому предназначены в первую очередь для зарядки устройств персональной электроники — смартфонов, планшетов, цифровых фотоаппаратов и даже ноутбуков (далее — гаджет).
Изначально зарядка идёт, как будто порт компьютерный: зарядное устройство (далее — ЗУ) подаёт на порт 5 вольт, а гаджет — расходует из порта не более 100 мА. Чтобы зарядка стала быстрой, ЗУ и гаджет должны оговорить подъём передаваемой мощности:
- Гаджет разрешает ЗУ поднять напряжение порта сверх штатного;
- ЗУ говорит гаджету, какой ток оно может выдавать;
- Могут существовать и другие механизмы: прямое подключение аккумулятора к ЗУ для снижения нагрева, проверка нагрева порта, потерь напряжения на кабеле…

Подавляющее большинство протоколов быстрой зарядки использует линии D+ и D− не по назначению, и потому не может совмещать передачу и мощности, и данных. По той же причине кабель с перебитыми проводами D+ и D− годен лишь для зарядки маломощных устройств.
Технология быстрой зарядки не ограничивается одними протоколами: здесь и химия аккумуляторов, и схемы зарядных контроллеров. Но именно протоколы разделили смартфонный мир на множество несовместимых лагерей — так, один из пауэрбанков Baseus поддерживает USB Power Delivery, Quick Charge и его расширения, и Huawei Fast/SuperCharge. И только один из старых протоколов — порт зарядки DCP — поддерживается почти всеми.
По законам Евросоюза с конца 2024 очень многие классы гаджетов, заряжающиеся от внешнего блока питания, обязаны поддерживать разъём USB-C и протокол быстрой зарядки USB-PD (если потребление не вписывается в DCP). До этого стандартом был порядком устаревший MicroUSB, а протоколы не оговаривались.

## Предпосылки

Розетка MicroUSB-B
1. 🟥 VCC (+5 В)
2. ⬜ D− (2-я дифференциальная линия данных)
3. 🟩 D+ (1-я дифференциальная линия данных)
4. ID (определение типа кабеля, соединяется с какой-то схемой в разъёме и своего провода не имеет)
5. ⬛ GND (общий)

Телефоны начала 2000-х имели как минимум три разъёма: для ЗУ, для компьютера и для аудиогарнитуры. Зачастую (Motorola, Sony Ericsson) один многоконтактный разъём брал на себя несколько функций. С миниатюризацией гаджетов эти разъёмы стали слишком громоздкими — уже Motorola RAZR V3 (2004) подключал ЗУ, кабель и гарнитуру через один порт MiniUSB.
Компьютерный порт USB 2.0 (в терминологии USB-зарядки Standard downstream port, SDP) может выдавать гарантированно (например, от хаба без питания) 5 В · 0,1 А = 0,5 Вт и максимально 5 В · 0,5 А = 2,5 Вт. Это мало даже по меркам смартфона вроде Nokia Series 60, и к увеличению этого тока есть препятствия:
- То, что мы привыкли называть ЗУ, по факту лишь обратноходовой блок питания, источник напряжения, а ток выводится по закону Ома. Таким образом, гаджет решает, каким током ему заряжаться — и ЗУ должно сказать гаджету максимальный допустимый ток. В простейшем случае — «все ЗУ, поддерживающие протокол X, гарантированно выдают ток Y ампер»;
- По закону Джоуля — Ленца выделяющаяся на кабеле тепловая мощность {\displaystyle P=I^{2}R}, и при повышении тока значительно увеличивается нагрев проводов и контактов. Метод передачи больших мощностей разработал ещё Никола Тесла — поднять напряжение, и ЗУ с гаджетом должны вместе выбрать подходящее;
- Всё это приходится делать по имеющимся проводам USB, так что в ход идут высокочастотная передача через линию питания, перемыкание проводов, установка нестандартных напряжений… К тому же простейшее ЗУ на 5 вольт — силовое устройство, и хотелось бы держать там не микроконтроллер, а логические элементы или даже пассивные компоненты. Гаджету это не требуется: большинство гаджетов, зарядившись до минимального уровня, включают процессор.

Для работы с большими мощностями (десятки ватт) могут включаться особые механизмы:
- Мощные кабели могут снабжаться идентифицирующими микросхемами, чтобы не гонять через слабые кабели большие токи;
- Прямая зарядка аккумулятора: для снижения нагрева плотно упакованного гаджета + и − аккумулятора напрямую подключаются к USB-проводу, и работает контроллер заряда, встроенный в ЗУ — то есть из блока питания оно становится настоящим зарядным устройством;
- Устройства могут контролировать нагрев друг друга и потери напряжения на кабеле в реальном времени.

В середине 2000-х из этих вопросов стоял лишь один — как отличить мощное ЗУ от маломощного компьютерного порта, желательно дёшево. И простейшим протоколом для этого стал…

## Dedicated charging port (DCP)
Первый протокол быстрой зарядки, порт специально для зарядки, стихийно придуман в середине 2000-х, и в 2007 году внедрён в стандарт USB 2.0. На конец 2010-х абсолютно все универсальные ЗУ и пауэрбанки, и подавляющее большинство гаджетов поддерживают этот режим, считая его базовым, а не быстрым.
На стороне ЗУ линии D+ и D− замкнуты накоротко. Гаджету доступны 5 В · 1,5 А = 7,5 Вт (в версии USB Battery Charging 1.2, 2010 год).
Некоторые гаджеты брали и больший ток, это надо только знать — и подключать DCP-ЗУ, допускающее этот ток. Максимальный ток не ограничен стандартом USB, и ЗУ имеет право уходить в защиту, чтобы сберечь собственные схемы.
DCP поддерживали устройства Nokia, Fly, Philips, LG

## Charging downstream port (CDP)
Стал частью протокола USB 2.0 одновременно с DCP. Позволяет одновременно зарядку и данные. Поскольку через линии VCC и GND идёт большой ток, устройства, поддерживающие CDP, имеют особые требования к помехозащите.
На стороне ЗУ оба провода данных, D+ и D−, подключены к земле резисторами около 20 кОм.
Процедура зарядки через DCP и CDP такая.
1. Если гаджет полностью разряжен (в стандарте — dead battery), он может заряжаться током 100 мА, пока не сможет включиться.
2. Гаджет опускает ток до 50 мА и производит «рукопожатие», посылая тестовые напряжения 0,6 В на D+ и D−.
3. После этого гаджет может брать с порта ток 100 мА для SDP, 1,5 А для остальных.
4. Если гаджет обнаружил SDP/CDP и желает подключиться к нему, он может сделать одно из трёх:
  - В течение секунды после подключения перечислить свои оконечные точки;
  - Загрузить ОС за 45 секунд после «рукопожатия» и перечислить свои оконечные точки;
  - Если загрузка ОС длится дольше или требуется вмешательство пользователя — на это время снизить ток до 2,5 мА.
5. Токи от 100 до 500 мА с SDP можно брать только после перечисления оконечных точек и конфигурирования порта.
  - Если опознан порт USB3 — до 150 мА можно брать «без спроса», 150…900 мА — после конфигурирования.
6. ЗУ, желающее сменить режим — например, чтобы перейти с простого порта на DCP, с проприетарного протокола на стандартный — может это делать только кратковременным (не менее 0,1 с) снятием напряжения с VCC. Гаджет распознает это как отключение-подключение ЗУ и проведёт новое «рукопожатие»[5].

## DCP-подобные кодировки портов
Отдельные производители начали делать собственные схемы портов, напоминающие DCP. Гаджеты, не обнаруживавшие «своей» кодировки, или заряжались меньшим током по стандарту USB, или вообще не заряжались. Существуют три основных схемы таких кодировок:
- Подключить D+ к одному делителю, и D− — к другому. Примеры: Apple 0,5 А — по 2,0 В; Apple 1 А — D+ 2,0 В, D− 2,7 В; Sony — по 3,3 В.
- Замкнуть D+ и D−, и подключить их к одному делителю. Пример: ЗУ на 2 А для планшетов Samsung — 1,25 В.
- Использовать штырь ID. Пример: Garmin — между ID и землёй 18 кОм.

## Qualcomm Quick Charge
Quick Charge 1.0 (2013) был обычной DCP-подобной кодировкой на 5 В · 2 А, и использовался незначительно.
Quick Charge 2.0 (2014) стал первым широко распространившимся протоколом, позволившим подъём напряжения сверх стандартных 5 вольт. Поддерживается в той или иной версии всеми процессорами Qualcomm Snapdragon. Протокол закрытый, но достаточно простой и хорошо известен из описания работы схем сторонних производителей.
1. Изначально ЗУ замыкает линии D+ и D−, представляясь портом DCP.
2. Гаджет ставит на D+ напряжение 0,6 В, стандартное напряжение для опознания DCP/CDP[5], и держит его несколько секунд — «я поддерживаю Quick Charge».
3. Спустя 1,25 секунды ЗУ разъединяет D+ и D−, закорачивая D− на землю через 20-кОмный резистор — «я тоже поддерживаю Quick Charge».
4. Гаджет устанавливает пару напряжений на D+ и D−, указывая желаемое напряжение питания.

| D+    | D−    | VCC                          |
| ----- | ----- | ---------------------------- |
| 0,6 В | 0 В   | 5 В                          |
| 0 В   | 0,6 В | 5 В                          |
| 3,3 В | 0,6 В | 9 В                          |
| 0,6 В | 0,6 В | 12 В                         |
| 3,3 В | 3,3 В | 20 В (но согласен и на 12)   |
| 0,6 В | 3,3 В | Регулируемое согласно QC 3.0 |

Допустимый ток в QC 2.0 никак не оговаривается: гаджет с MicroUSB просто берёт 2 ампера, а с USB-C — 3 ампера.
Существует много расширений и подмножеств QC 2.0 — например, Samsung Adaptive Fast Charging (AFC) выдаёт только 9 В. Motorola TurboPower также основан на Quick Charge.
QC 4.0 заявлен как сосуществующий с USB Power Delivery: гаджет, поддерживающий то и другое, сначала связывается по USB-PD, а при неудаче — по QC4.

## USB Power Delivery
USB Power Delivery 1.0 был предложен в 2012 году, раньше Quick Charge 1.0. Этот протокол был значительно сложнее всего описанного выше — гаджет и ЗУ общались по линии VCC цифровым кодом частотной модуляцией на частоте 24 МГц. Использовался мало.
В 2013 году вышел USB Power Delivery 2.0 как неотъемлемая часть USB 3.1. Напряжение питания оговаривалось новыми проводами разъёма USB-C — CC1 и CC2, также по цифровому протоколу. Позволял поднимать напряжение до 9, 15 и 20 вольт. Со специальными кабелями с микросхемой можно было передавать 20 В · 5 А = 100 Вт. Гаджеты Apple перешли на этот протокол, потому он широко поддерживается сторонними ЗУ. Зарядка от USB-A обычно медленнее — ведь в USB-A нет новых проводов.
USB-PD предназначен не только для зарядки, но и для питания, и позволяет намного больше, чем прочие протоколы зарядки:
- Заряжать хост от периферии;
- Перегретое ЗУ может попросить у гаджета сбавить потребление.

В 2016 году стандарт обновили, позволив ЗУ явно указывать свою мощность от 0,5 до 100 Вт — а не выбирать из пяти возможных вариантов.
В 2019 вышел USB-PD 3.0, добавивший управление напряжением с шагом 0,1 В — от 3,3 до 21 В.
В 2021 вышел USB-PD 3.1, добавивший ещё три высоких напряжения — 28, 36 и 48 В. Все они требуют особого кабеля с микросхемой. Для тонкого управления напряжением от 15 до 48 вольт добавили отдельный протокол. Таким образом, мощность увеличилась до 48 В · 5 А = 240 Вт. Уже MacBook 2021 года поддерживал эту версию и выдавал 28 В · 5 А = 140 Вт.
Все версии позволяют одновременно зарядку и передачу данных.

## Huawei FastCharge (FCP) и SuperCharge (SCP)
| Название        | Мощность                             | Появился           | Символ                          | Примечания                                                         |
| --------------- | ------------------------------------ | ------------------ | ------------------------------- | ------------------------------------------------------------------ |
| Fast Charge     | 9 В · 2 А = 18 Вт                    | Mate 8 (2015)      | Две молнии, большая и маленькая | Наиболее распространённый                                          |
| SuperCharge     | 5 В · 4,5 А = 22,5 Вт                | Mate 9 (2016)      | Две одинаковых молнии           | Снижает нагрев гаджета по сравнению с зарядкой большим напряжением |
| 40W SuperCharge | 5 В · 8 А = 40 Вт 10 В · 4 А = 40 Вт | Mate 20 Pro (2018) | Молния с двумя зигзагами        |                                                                    |

Протоколы собственные и за пределами Huawei не встречаются.

## Mediatek Pump Express
Поддерживается процессорами Mediatek. Связь идёт от гаджета к ЗУ цифровым кодом частотной модуляцией через линию VCC.
Pump Express 1.0 (2015) поддерживал две команды: «увеличь напряжение» и «уменьши напряжение». Напряжений всего четыре: 5, 7, 9 и 12 В. Методика указания допустимого тока простейшая: зарядка по одному проводу — 3 А, по двум — 5 А.
Pump Express 2.0 (2016) поддерживает любое напряжение от 5,5 до 20 В с шагом 0,5 В. С током зарядки всё аналогично. Несмотря на одностороннюю связь, ЗУ способно проверять сопротивление кабеля и компенсировать его — делать так, чтобы на гаджете было именно то напряжение, которое он запросил. У гаджета есть команда «перестань компенсировать сопротивление».
Pump Express 3.0 (2017) уже является надстройкой над USB Power Delivery (связь идёт через линии CC). Имеется прямая зарядка аккумулятора: для снижения нагрева гаджета аккумулятор подключается напрямую к ЗУ, и используется тот контроллер заряда, что в ЗУ. Имеются нераскрытые механизмы контроля сопротивления кабеля.

## OPPO VOOC
Используется в брендах OPPO, OnePlus и Realme. Разработан в 2015. Также известен под названиями Warp Charge, Dash Charge, Flash Charge. Полагается на повышенный ток (а не напряжение), использует собственный кабель с дополнительным штырём USB-A/MicroUSB-B, и в версии 4.0 (2019) поддерживает 5 В · 6 А = 30 Вт.
Версии под названием SuperVOOC работают с повышенным напряжением: SuperVOOC 1.0 (2018) поддерживает 10 В · 5 А = 50 Вт. Смартфон OnePlus 10 Pro использует версию SuperVOOC, передающую 80 Вт. Чтобы смартфон мог принять подобную мощность, там стоят два параллельных аккумулятора.
Многие из смартфонов OPPO поддерживают также USB Power Delivery с меньшими мощностями (порядка 18 Вт).

## Связанные темы

### Триггер протокола быстрой зарядки
Триггер протокола быстрой зарядки — кабель с микросхемой, которая эмулирует гаджет. На одном конце USB-вилка, на другом — любой разъём питания.
Если вставить триггер в подходящий USB-порт, микросхема проведёт «рукопожатие» по нужному протоколу и подаст напряжение на противоположный конец. Этот механизм позволяет запитывать от зарядных USB-портов сетевое оборудование (9 или 12 вольт), ноутбуки (15…20 вольт, до 100 ватт), фонари на целую комнату (например, 12 В, 10 Вт, 900 лм).
Триггеры обычно используются для простейших систем аварийного питания. Помимо триггера, есть и другие способы запитать гаджет:
- Инвертор 220 В, затем сетевое ЗУ. Чаще всего используется для мощных гаджетов вроде ноутбуков — но инверторы обычно шумны и КПД меньше.
- Преобразователь 5→X. Универсален (подойдёт любой USB-порт, выдающий достаточный ток), но годится только для небольших нагрузок: даже самые лучшие кабели и разъёмы не проверены больше, чем на 5 В · 5 А = 25 Вт.
- Преобразователь 12→X (или прямое подключение к батарее, если нужны именно 12 вольт). Заманчив, если в системе есть такое напряжение (например, напряжение последовательной батареи). Так работают несложные ИБП для охранного и сетевого оборудования.

### Кибербезопасность
На 2023 год продаётся хакерский USB-кабель, который встраивает в устройство вредоносную программу, прикидываясь клавиатурой. До этого утечки Сноудена показали похожий кабель COTTONMOUTH, используемый АНБ. Эти примеры показывают, как опасно подключать USB-периферию неизвестного происхождения.
Но что делать, если заряжаться от чужой USB-станции нужно? Существует несложное устройство, известное как «USB-презерватив», обрезающее линии данных, но оставляющее питание. Этот «презерватив», разумеется, не позволит работать и протоколам быстрой зарядки. Работает DCP, если «презерватив» сам перемкнёт D+ и D− на стороне гаджета; USB-PD, полагающийся на новые провода CC1/CC2.

### Подделки и нежелательная функциональность
AliExpress известен большим количеством поддельных устройств — от не соответствующих заявленным характеристикам до откровенно опасных. С быстрыми ЗУ встречается такое:
- Протокол заявлен, но не поддерживается[21].
- Прописанная в микроконтроллер мощность отличается от реальной[22]. Встречается редко. На маломощных нагрузках вроде телефонов может работать. Ноутбук или пауэрбанк начинает потреблять максимальный ток и выбивает защиту, ЗУ перезагружается, цикл повторяется сначала.
- Один контроллер порта на все розетки. Если для 5 вольт такое бывает и терпимо (гаджеты видят просадку напряжения и опускают ток, и бо́льшую часть тока получает тот, кто агрессивнее), то для быстрой зарядки это крайне редкая, но опасная подделка: если один гаджет заряжается повышенным напряжением, то подключение второго сожжёт его[23].

Не являются фальсификацией, встречаются даже у хороших в целом брендов, и могут стать сюрпризом:
- Заявленная мощность поддерживается только кратковременно и с нагревом ЗУ уменьшается, при этом ЗУ корректно просит снизить потребление, а не уходит в защиту[21][24].
- Один преобразователь напряжения на все розетки. Подключение к ЗУ двух гаджетов, независимо от поддержки протоколов, отключает быструю зарядку для обоих[25][23]. Чтобы этого не было, некоторые ЗУ объявляют одну розетку «быстрой», а на остальные подают 5 вольт от второго преобразователя.

### «Многоглавые» кабели
В автомобилях и т. д. нередко используется кабель с несколькими B-разъёмами. Чтобы не сжечь гаджет высоким напряжением, есть несколько безопасных сценариев пользования такими кабелями:
- Одновременно подключён только один гаджет;
- Кабель заведомо без проводов D+/D−/CC1/CC2 — то есть гаджет не может запросить у ЗУ подъём напряжения. Допустимы провода данных на разъёме Apple — он не использует Quick Charge[26];
- Кабель заведомо с чипом, тем или иным способом разрешающим коллизии: например, отключает остальные разъёмы, как только будет зафиксирована быстрая зарядка, и нарушает протоколы быстрой зарядки, если начата медленная;
- Кабель подключён в заведомо медленную A-розетку напряжения 5 вольт;
- Все гаджеты заведомо не поддерживают быстрых протоколов.